# Hibernatus
Hibernatus – francuska komedia z 1969 roku w reżyserii Édouarda Molinaro z Louisem de Funesem w roli głównej. 
Zdjęcia kręcono na terenie departamentów Yvelines (Wersal, Le Vésinet, Saint-Germain-en-Laye), Dolina Oise (opactwo Royaumont) i Sekwana-Saint-Denis (lotnisko w Le Bourget).
Polska premiera odbyła się w maju 1971 roku w podwójnym pokazie z dokumentami WFO: Złoty wiek Pomorza i Warmii z 1970 roku i Warszawa w malarstwie Canaletta z 1969 roku.

## Fabuła
Pośród wiecznych lodów Grenlandii grupa naukowców odkrywa nietypowe w tych stronach znalezisko – zamrożone i doskonale zachowane ciało mężczyzny, znajdujące się tam od czasu katastrofy francuskiego parowca w 1905. Fakt ten wywołuje jeszcze większą sensację, gdy okazuje się, że mężczyznę udaje się przywrócić do życia przez powolne odhibernowanie.
Cała Francja jest poruszona tym wydarzeniem. Nawet uroczystość zaręczyn dzieci dwóch przemysłowców schodzi na dalszy plan i wszyscy bez słowa chłoną informacje dobiegające z ekranu telewizora. Jeden z ojców szczęśliwych narzeczonych, Hubert de Tartas (Louis de Funes), naigrawa się z sytuacji, w jakiej znalazł się człowiek sprzed ponad pół wieku.
De Tartas zostaje wezwany do Ministerstwa Spraw Wewnętrznych. Jak się okazuje nie po upragnioną Legię Honorową. Jak grom spada na niego wieść, że odnaleziony mężczyzna jest dziadkiem jego żony. Po ochłonięciu ze zdziwienia i oburzenia Hubert postanawia sprawdzić fakty. Poszukiwania grobu dziadka Fourniera spełzają na niczym. Później na podstawie zdjęć, dziadek zostaje zidentyfikowany.
Pojawiają się dalsze problemy. Rodzina pragnie powrotu dziadka, lecz lekarze nie chcą wypuścić z rąk tak interesującego przypadku. Obawiają się szoku, jaki może wywołać u odmrożeńca kontakt z nieznanym mu światem. Rodzina przygotowuje plan odbicia Fourniera, który ma zostać umieszczony w posiadłości w stylu przypominającym jego czasy.

## Obsada
- Louis de Funès – Hubert de Tartas
- Michael Lonsdale – Profesor Loriebat
- Claude Gensac – Edmée de Tartas
- Bernard Alane – Paul Fournier, zahibernowany
- Annick Alane – pani Crépin-Jaujard
- Olivier de Funès – Didier de Tartas
- Eliette Demay – Evelyne Crépin-Jaujard
- Martine Kelly – Sophie
- Jacques Legras – adwokat
- Pascal Mazzotti – Profesor Bibolini
- Claude Piéplu – sekretarz generalny
- Paul Préboist – Charles
- Yves Vincent – pan Crepin-Jaujard